# Jan II. (olomoucký biskup)
Jan II. († 1126 Olomouc), zvaný Břichatý, byl olomouckým biskupem v letech 1104–1126.

## Životopis
V roce 1109 položil společně s knížetem Svatoplukem základy k výstavbě nového katedrálního kostela sv. Václava v Olomouci, který pak dokončil jeho nástupce Jindřich Zdík.
Jan značně rozmnožil majetek biskupství o statek Kroměřížský, jenž koupil od knížete olomouckého a brněnského údělu Oty II. zvaného Černý, i o jiné menší statky, například ves Jezbořice. Zemřel 21. února 1126 a pohřben je pravděpodobně na Klášterním Hradisku v Olomouci.